# 2815 Soma
2815 Soma è un asteroide della fascia principale. Scoperto nel 1982, presenta un'orbita caratterizzata da un semiasse maggiore pari a 2,2329035 au e da un'eccentricità di 0,1683234, inclinata di 5,70537° rispetto all'eclittica.
L'asteroide è dedicato al cubo soma.
Nel 2011 ne è stata ipotizzata la probabile natura binaria, senza tuttavia assegnare un nome pur provvisorio al satellite. Le due componenti del sistema, distanti tra loro 13 km, avrebbero dimensioni di circa 6,95 e 1,74 km. Il satellite orbiterebbe attorno al corpo principale in circa 17 ore e 55 minuti.